# Bridge Football Club
Bridge Football Club is een Nigeriaanse voetbalclub uit Lagos. Tot 2010 heette de club Julius Berger FC, genoemd naar de toenmalige eigenaar, het bouwbedrijf Julius Berger.

## Erelijst
- Landskampioen: 1991, 2000
- Beker van Nigeria: 1996, 2002
- Nigeriaanse Supercup: 2000, 2002

## Bekende (oud-)spelers
- Mutiu Adepoju
- Emmanuel Amunike
- Garba Lawal
- Leke James
- Chucks Nwoko
- Sunday Oliseh
- Rashidi Yekini
- Taribo West
- Yakubu Aiyegbeni